# Yokohama Specie Bank
Yokohama Specie Bank, Limited (яп. 横浜正金銀行 ёкохама сё:кин-гинко:) — один из крупнейших банков Японской империи.

## История

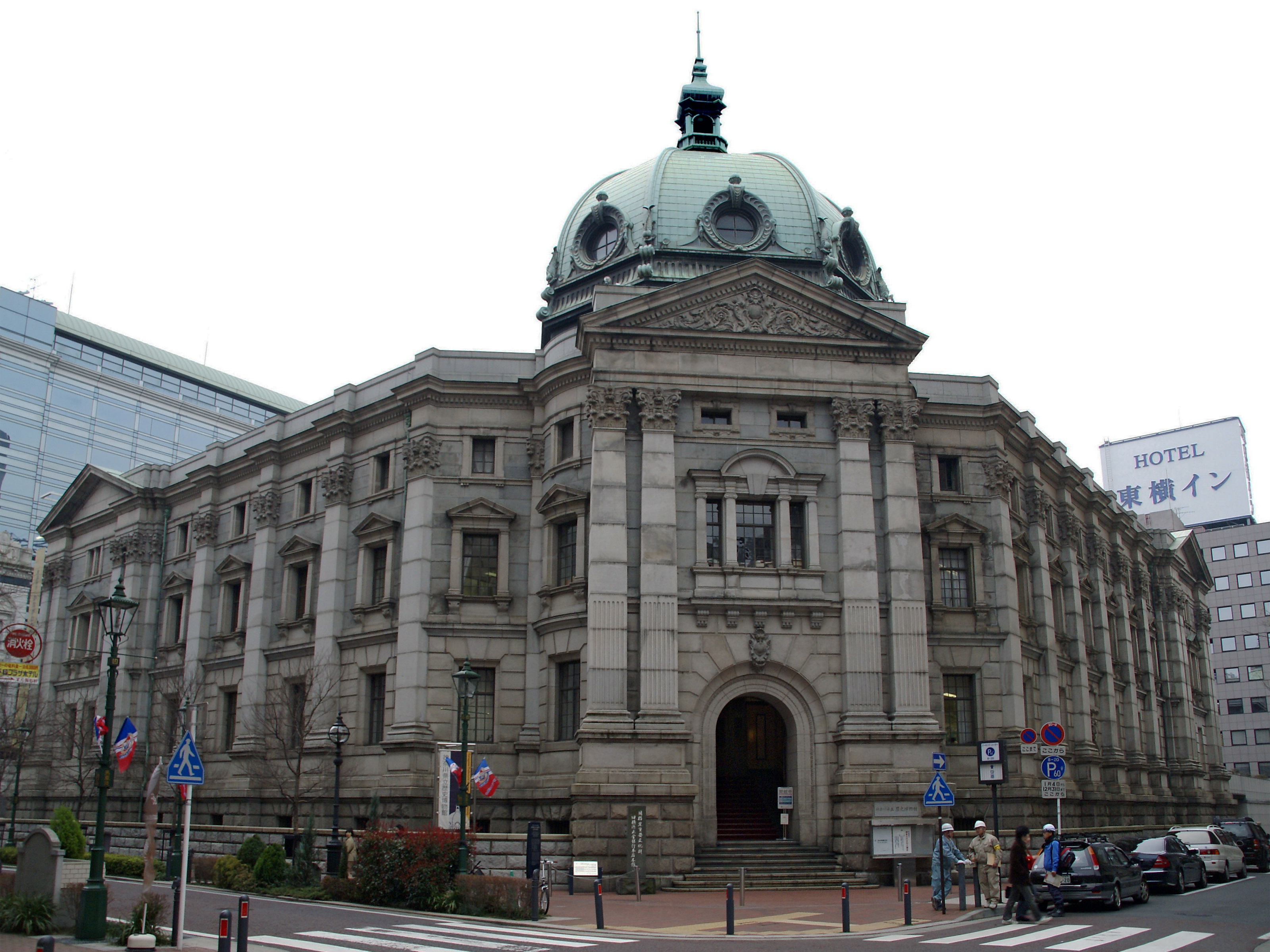
здание бывшего правления банка в городе Иокогама (март 2007 года)

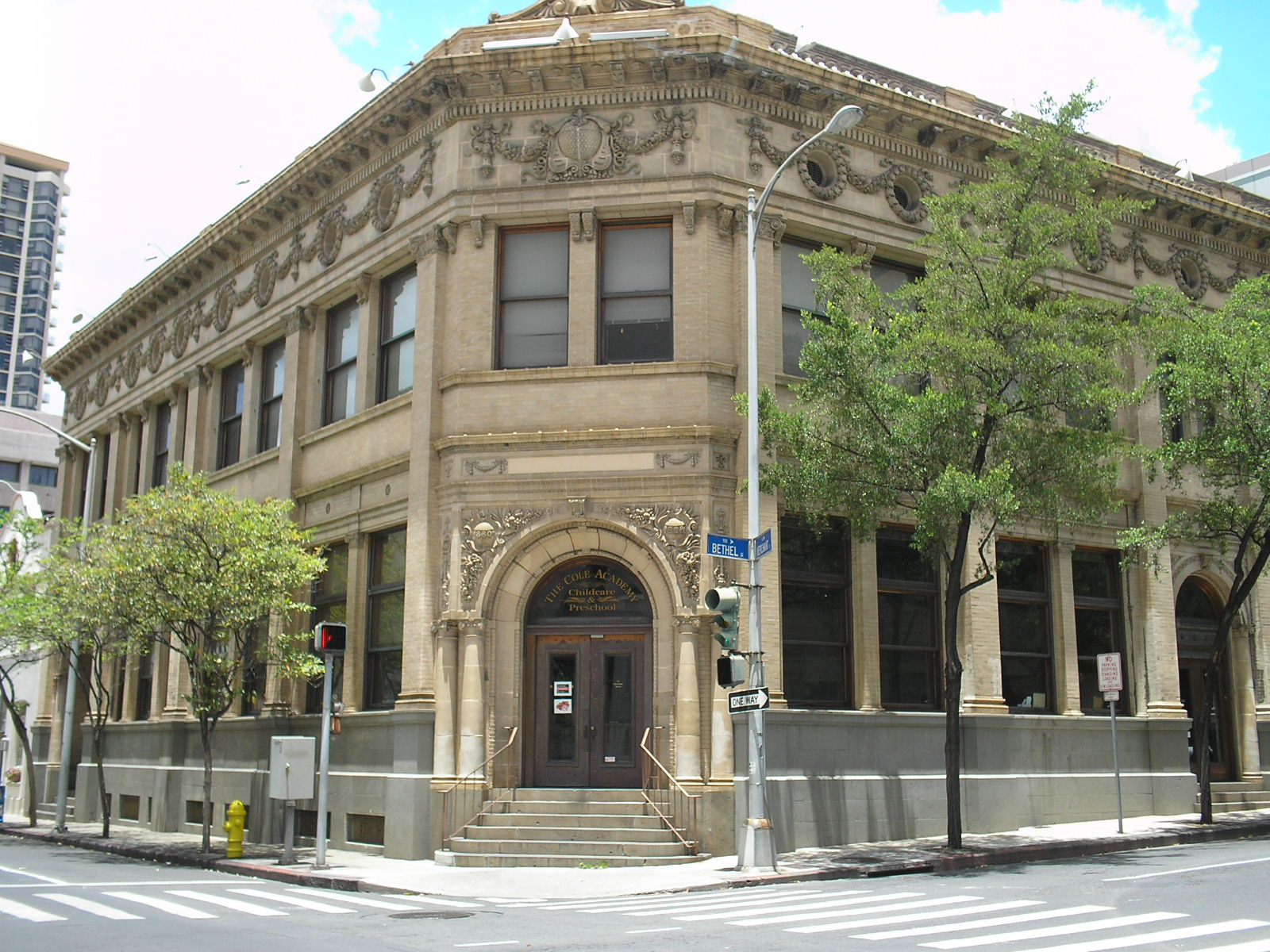
здание филиала банка в городе Гонолулу, США (апрель 2007 года)

Банк был создан 28 февраля 1880 года в городе Иокогама, и специализацией этого кредитно-финансового учреждения стало финансирование внешней торговли и валютные операции.
22 августа 1910 года был подписан договор о присоединении Кореи к Японии и на территории Корейского полуострова началось создание органов японской колониальной администрации, а также были открыты несколько филиалов банка.
Начавшийся в 1929 году всемирный экономический кризис осложнил положение учреждения. Тем не менее, по состоянию на 1 января 1934 года банк входил в число крупнейших банков Японской империи (баланс банка составлял 1538 млн. японских иен; оплаченный капитал — 100 млн иен; резервные капиталы — 121 млн иен; запасы золота и валюты — 94 млн иен; вклады, депозиты и др. — 601 млн иен). Банк обладал правом денежной эмиссии (на 1 января 1934 года в обращении находились выпущенные банком банкноты на общую сумму 4 млн иен), в его состав входили центральное правление в Иокогаме и около 40 отделений на Дальнем Востоке и финансовых центрах Европы, Америки и Австралии.
После японской атаки на Пёрл-Харбор и объявления США войны Японии 7 декабря 1941 года, имущество и активы Японской империи на территории США (в том числе, филиал банка в Гонолулу) были реквизированы.
После поражения во Второй мировой войне и капитуляции Японии сентябре 1945 года в Иокогаме высадились войска США, взявшие под контроль учреждения города. В дальнейшем в стране было введено военное управление. В 1946 году по распоряжению оккупационной администрации США банк международных расчётов «Yokohama Specie Bank» был закрыт, его функции и имущество передали банку Токио.

## Последующие события
В здании центрального правления банка в центральной части города Иокогама находится музей искусства.